# IV Macabeos

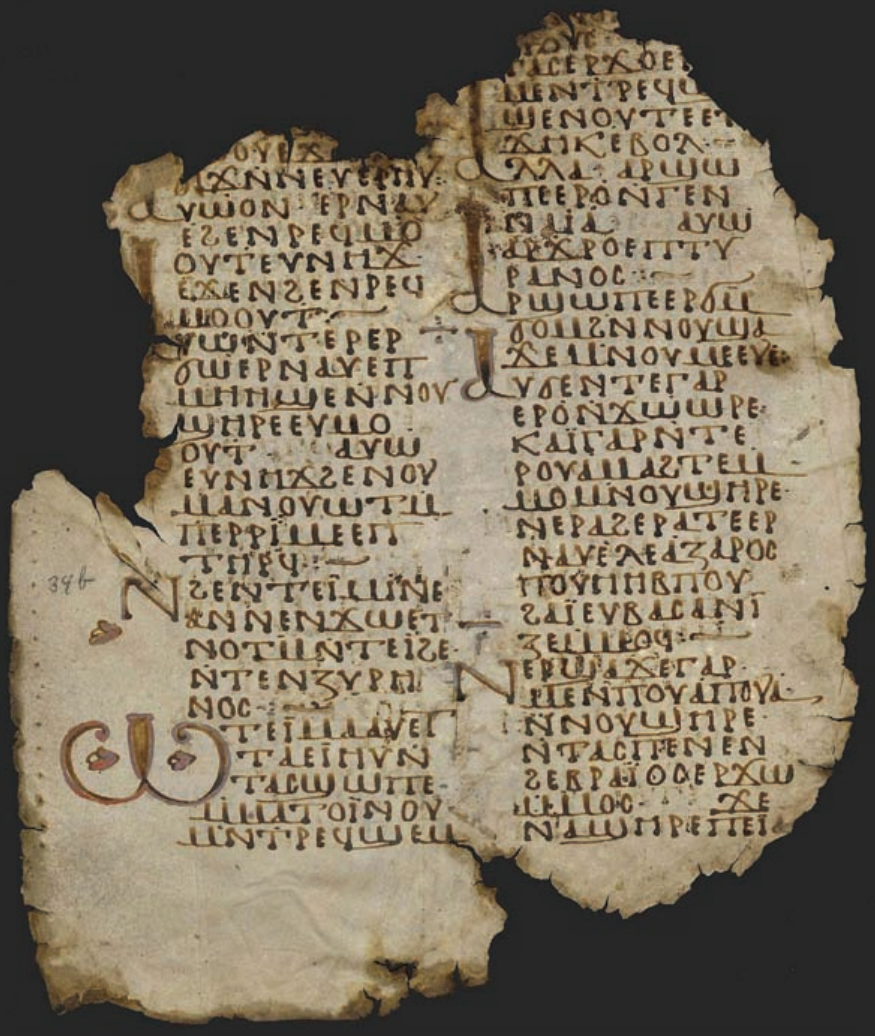
Fragmento de una versión en copto de IV Macabeos.

El Cuarto libro de los Macabeos, también conocido como 4 Macabeos, IV Macabeos, y 4º de Macabeos es un libro canónico para la Iglesia Ortodoxa, aunque los judíos y resto de cristianos (católicos y protestantes) lo consideran como no canónico.

## Sinopsis
Es un libro de carácter sapiencial, que intenta mostrar la superioridad de la razón sobre la pasión. Para demostrar que la razón puede controlar las pasiones, expone varios ejemplos, donde destaca el martirio de los Siete Hermanos Macabeos (relatado en 2 Macabeos 7), por lo que su autoría ha sido atribuida al filósofo judío Aristóbulo de Alejandría, receptor del texto (2 Macabeos 1.10), o a Flavio Josefo.
El rey seléucida Antíoco IV Epífanes ordenó torturar y dar muerte a siete hermanos que se negaban a cumplir sus leyes judías de alimentación. El menor de ellos también se negó a obedecer las leyes hebreas, y soportó valientemente las torturas que pusieron fin a su vida. La última en morir fue la madre.

## Composición
Esta obra fue escrita en griego, hacia el año 40 d. C, probablemente en 
Antioquía de Siria, para ser leída en la fiesta conmemorativa de la 
muerte del anciano Eleazar y de los siete hermanos macabeos y su madre. Todo el discurso es eminentemente filosófico, y en él confluyen ideas platónicas y aristotélicas, estoicas y neopitagóricas, revelando la tendencia ecléctica de la filosofía del siglo I.
Este libro se encuentra en algunos manuscritos de la Septuaginta, tales como el Codex Alexandrinus y el Codex Sinaiticus. Se conserva también una traducción siríaca completa, así como una adaptación latina bajo el título Passio Sanctorum Machabaeorum (Sufrimiento de los Santos Macabeos).